# Jardín Botánico Fogliano

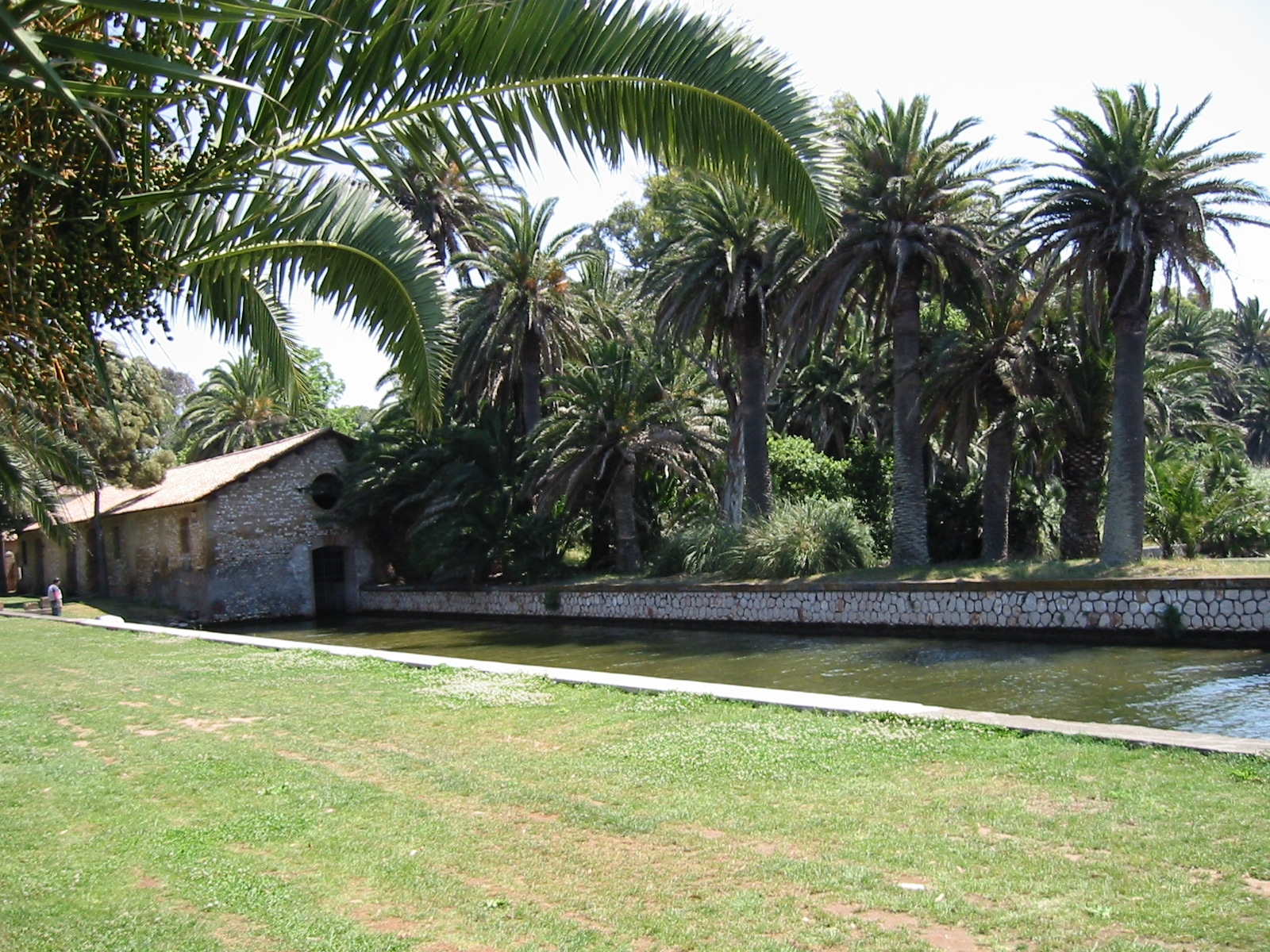
Vista del estanque rodeado de palmeras en el jardín botánico.

El Jardín Botánico Fogliano (en italiano: Giardino Botanico Fogliano) es un jardín botánico de 43000 m² de extensión, que se encuentra cerca de San Felice Circeo en el Parco Nazionale del Circeo, Italia. 

## Localización
El jardín botánico se ubica en la orilla del "lago Fogliano", en el "Parco Nazionale del Circeo", clasificado como Zona de humedal de importancia internacional (RAMSAR).
Giardino Botanico Fogliano, Villa Fogliano, Provincia de Latina, Lazio, Italia.41°23′0″N 12°54′0″E / 41.38333, 12.90000
Está abierto al público todos los días en el verano. 

## Historia
El jardín botánico de "Villa Flogiano" comenzó su andadura como jardín de plantas exóticas a finales del año 1800, por la voluntad de Ada Wilbraham Bootle, esposa de Onorato Caetani, con la introducción de especies exóticas, especialmente de palmas. 
En el transcurso de los años, los Caetani se dedican a la creación del jardín de la Ninfa, descuidando Fogliano. 
En los años veinte, en los jardines botánicos de Fogliano, debido a la falta de mantenimiento, de manera espontánea comenzó un proceso de naturalización, que ha creado una situación única, con una mezcla de especies mediterráneas ( encinares, palmito, laureles), junto con las exóticas palmas, eucaliptos, Araucarias.

## Colecciones
Las colecciones del jardín están compuestas fundamentalmente de Flora mediterránea y palmeras.
Las condiciones climáticas especiales que se presentan en esta zona significa que algunas de estas especies se renuevan de forma espontánea, aumentando así la diversidad biológica de la zona. 
Gracias a las características fragancias del maquis Mediterráneo, y a las muchas características de estímulos sensoriales del medio ambiente, así como a la extrema variedad de formas y tamaños de las especies presentes en el jardín botánico, ha sido posible hacer una ruta de los sentidos para los ciegos. 

## Amenazas del jardín botánico
En los últimos años, se presenta aquí, así como en el resto del Lazio, el problema de infestación por el "picudo rojo" (Rhynchophorus ferrugineus), un parásito que ataca las palmeras y está demostrando ser resistente a las diferentes técnicas de lucha aplicadas. Las palmas de la orilla del lago, que fueron el escenario donde se rodaron algunas escenas de la película Ben-Hur, se encuentran afectadas.